# Самойлов, Геннадий Александрович
Геннадий Александрович Самойлов (7 марта 1917, село Баскатовка, Саратовская губерния — 1998) — юрист, специалист по криминологии и криминалистической технике; выпускник геологического факультета Саратовского государственного университета (1941), доктор юридических наук (1970); профессор кафедры криминалистики Высшей школы МВД СССР; заслуженный юрист РСФСР.

## Биография
Геннадий Самойлов родился в селе Баскатовка (иногда, Бакатовка) в Саратовской губернии; в 1941 году он стал выпускником геологического факультета Саратовского государственного университета. Принимал участие в сражения Второй мировой войны: был призван в РККА в 1942 году и стал строевым офицером, а затем — вёл следственную работу в органах МВД СССР, военной прокуратуры и МГБ (КГБ). За боевые заслуги был награжден орденами и медалями. После войны, в 1958 году, защитил кандидатскую диссертацию, выполненную под научным руководством криминалиста Абрама Винберга, по теме «Основы судебного отождествления личности по кожным узорам (лофоскопическая экспертиза)» — стал кандидатом юридических наук.
В период с 1952 по 1954 год Самойлов являлся преподавателем криминалистики в Высшей школе МВД СССР. После этого он перешёл в Московскую специальную среднюю школу милиции, где в 1954 году стал начальником цикла криминалистики — оставался в должности до 1962. В 1962—1974 годах занимал позицию доцента, а затем и профессора на кафедре криминалистики в Высшей школы МВД. В 1970 году успешно защитил докторскую диссертацию; стал заслуженным юристом РСФСР. Скончался в 1998 году.

## Работы
Геннадий Самойлов специализировался на проблемах криминалистической техники:
- «Методика дактилоскопической экспертизы» (М., 1957);
- «Методы судебного исследования материальных следов преступления, содержащих информацию о личности преступника» (М., 1967);
- «Основы криминалистического учения о навыках» (М., 1968);
- «К вопросу о структуре и информативных свойствах личности преступника» (М., 1970);
- «Судебная информация: сущность, закономерности возникновения» (М., 1972);
- «Личностная информация, фиксирующаяся в материальных следах преступления» (М., 1972);
- Соавтор учебников по криминалистике (1959, 1963, 1966, 1968, 1969).